# Maria Norgren
Anna Maria Norgren, född 19 maj 1960 i Ludvika församling i Kopparbergs län, är en svensk skådespelare.

## Biografi
Maria Norgren utbildades till skådespelare på Teaterhögskolan i Malmö 1980–1983 och hos Lee Strasberg Studio i New York 1989.
Hennes första anställning som utbildad skådespelare var på Västerbottensteatern i Skellefteå 1984, där hon bl.a. medverkade i uruppförandet av Ormens väg på hälleberget av Torgny Lindgren, i regi av Henning Mankell. 1985 blev hon fast anställd på Helsingborgs stadsteater där hon stannade i tio år. Norgren har spelat på teatrar över hela Sverige, från Helsingborgs stadsteater i söder och upp till Norrbottensteatern.
2023 års Dan Andersson-pristagare.
Maria Norgren vinnare av Dalarnas Byggnadsvårdpris 2019 med Gamla Stugan på Gonäsheden, Dan Anderssons sista bostad.
2020 tilldelades Maria Norgren Björkmanska Kulturpriset av Ludvika kommun för iordningställandet av gamla stugan på Gonäsheden, Dan Anderssons sista bostad.
Norgren har även tilldelats Helsingborgs Kulturstipendium 1988. Fritiof Billquist stipendiet 1986. Anders Sandrews Stiftelse stipendium 1986.
Maria Norgren är dotter till Börje Norgren (1913–2009), verkmästare och laborant vid Blötbergets gruvor, och Margit Norgren (1920–2001), som var hattmodist.

## Teaterroller i urval
| År   | Roll               | Produktion                                                             | Regi             | Teater                                                             |
| ---- | ------------------ | ---------------------------------------------------------------------- | ---------------- | ------------------------------------------------------------------ |
| 1985 | Eva Johanna        | Ormens väg på hälleberget Torgny Lindgren                              | Henning Mankell  | Västerbottensteatern                                               |
| 1985 | Anki               | Burning Love Fitzgerald Kusz                                           | Staffan Olzon    | Helsingborgs stadsteater                                           |
| 1986 | Julie              | Ett nät av lögner (Pack of Lies) Hugh Whitemore                        | Hans Polster     | Helsingborgs stadsteater                                           |
| 1986 | Miranda            | Samlaren (The Collector) John Fowles                                   | Runar Martholm   | Helsingborgs stadsteater                                           |
| 1986 | Ifigenia           | Ifigenia i Aulis (Ἰφιγένεια ἐν Αὐλίδι, Īphigéneia en Aulídi) Euripides | Anita Blom       | Helsingborgs stadsteater                                           |
| 1987 | Karen              | Mamma älskar dig... (Homefront) James Duff                             | Lars Svenson     | Helsingborgs stadsteater                                           |
| 1987 | Bertha             | Den politiske kocken August Blanche                                    | Palle Granditsky | Helsingborgs stadsteater                                           |
| 1987 | Amanda             | Hittebarnet August Blanche                                             | Palle Granditsky | Helsingborgs stadsteater                                           |
| 1988 | Maggie             | Straffmyndig (Strafmündig) Gert Heidenreich                            | Hans Polster     | Helsingborgs stadsteater                                           |
| 1988 | Ellen Simms        | Panget (The Foreigner) Larry Shue                                      | Lars Svenson     | Helsingborgs stadsteater                                           |
| 1988 | Regan              | Kung Lear (King Lear) William Shakespeare                              | Anita Blom       | Helsingborgs stadsteater                                           |
| 1989 | Sarah              | Hämndaria Lars Norén                                                   | Christian Tomner | Uppsala Stadsteater                                                |
| 1991 | Eva                | Omaka par (The Odd Couple) Neil Simon                                  | Arne Strömgren   | Helsingborgs stadsteater                                           |
| 1991 | Lille Skutt        | Bamse - världens starkaste björn Rune Andréasson                       | Lars Svenson     | Helsingborgs stadsteater                                           |
| 1992 | Agnès              | Hustruskolan (L'école des femmes) Molière                              | Hans Polster     | Helsingborgs stadsteater                                           |
| 1992 | Betty Parris       | Häxjakten (The Crucible) Arthur Miller                                 | Håkan Lindhé     | Helsingborgs stadsteater                                           |
| 1993 | Jessica            | Köpmannen i Venedig (The Merchant of Venice) William Shakespeare       | Göran Stangertz  | Helsingborgs stadsteater                                           |
| 1994 | Ann                | Höst och vinter Lars Norén                                             | Thomas Müller    | Helsingborgs stadsteater                                           |
| 1994 | Julia              | Aldrig i livet (Dummy Run) Dave Freeman                                | Arne Strömgren   | Helsingborgs stadsteater                                           |
| 1994 |                    | Cirkus Tigerbrand Nils Ferlin                                          | Ulf Fredriksson  | Helsingborgs Stadsteater                                           |
| 1995 | Carolyn            | Första steget (Shattered Secrets) Libbe S.Halevy                       | Göran Stangertz  | Helsingborgs stadsteater                                           |
| 2001 |                    | Min skugga var min kamrat                                              |                  | Dalateatern                                                        |
| 2002 |                    | Hitom, Ditom, Bortom Kersti Björkman                                   | Yngve Sundén     | Dalateatern                                                        |
| 2003 |                    |                                                                        |                  | Sveriges Improvisationsteater, Stockholm och Sjukhusclown, Uppsala |
| 2007 | Kersti och Vanella | Hemma Kersti Björkman                                                  | Åsa Ekberg       | Dalateatern                                                        |
| 2009 | Vivi               | Jag gillar Stig Eva Lindström                                          | Åsa Ekberg       | Frilansteatern                                                     |
| 2011 | Hasse              | Hasse och Rune på semester Eva Lindström                               | Åsa Ekberg       | Frilansteatern                                                     |
| 2012 | Berättaren         | Vart tar alla tårar vägen                                              | Nora Nilsson     | Dalateatern                                                        |
| 2013 | Britta             | Kattmössan Eva Lindström                                               | Åsa Ekberg       | Frilansteatern                                                     |
| 2014 | Tant Meier         | Tant Meier, Koltrasten (Frau Meier, die Amsel) Wolf Erlbruch           | Åsa Ekberg       | Frilansteatern                                                     |
| 2017 | Kraken             | Kraken Boel Werner & Maria Norgren                                     |                  | Boel & Maria                                                       |
| 2019 | Myra               | Tyra och Myra Boel Werner & Maria Norgren                              | Maria Norgren    | Boel & Maria                                                       |
| 2020 |                    | Jag hörde en sång på en stjärna en gång Maria Norgren                  | Maria Norgren    | Musikteatergruppen Pajso                                           |
| 2022 |                    | farbror Dan Maria Norgren                                              | Maria Norgren    | Musikteatergruppen Pajso                                           |
| 2023 | Schyrre            | O-rätt-vist Åsa Ekberg                                                 | Martin Lindberg  | Frilansteatern                                                     |

## Filmografi
- Nattbuss 807, regi: David Flamholc, Sonet Film 1997
- Tunna väggar, regi: Ari Willey, Robin Ritsgard, Nutopia Produktion 2004
- Estrid, regi: John Tornblad, Johan Fågelström, Affekt Film 2012
- Losers, regi: Mattias Johansson Skoglund, Markus Marcetic, Inland Film 2014
- Hallåhallå[2], regi: Maria Blom, Memfis Film 2014
- I de lugnaste vatten, regi: Helen Engdahl, kortfilm Högskolan Dalarna 2015
- Rebecka Martinsson, regi: Fredrik Edfeldt, Yellow Bird Production/TV4 2017
- Hassel, regi: Amir Chamdin, Nice Drama AB/Viasat 2017
- Knackningar, regi: Frida Kempff, Läsk Film 2019
- Lust, Ella Lemhagen, Miso Film/HBO Max 2021
- Motståndaren, Milad Alami, Tangy AB 2021
- 2017 – Modus (TV-serie)